# Błahowiszczenka (obwód ługański)
Błahowiszczenka (ukr. Благовіщенка; ros. Благовещенка, Błagowieszczenka) – wieś na Ukrainie, w obwodzie ługańskim, w rejonie stanickim, w radzie wiejskiej Tałowe. W 2001 roku liczyła 361 mieszkańców. 
Założona w 1929 roku wieś położona jest nad rzeczką Powną, od kilkudziesięciu do kilkuset metrów od granicy państwowej, w ukraińskiej półenklawie wcinającej się w otaczającą ją z trzech stron Rosję.
Według danych z 2001 roku 94,5% mieszkańców jako język ojczysty wskazało rosyjski, natomiast 5,5% mieszkańców – ukraiński.